# Rhos-on-Sea
Pour les articles homonymes, voir Rhos.
Rhos-on-Sea (en anglais) ou Llandrillo-yn-Rhos (en gallois) est un village et une communauté du borough de comté de Conwy, au pays de Galles.
Il est situé dans le nord du borough de comté, sur le littoral de la mer d'Irlande, juste au nord de la ville de Colwyn Bay. Au recensement de 2011, la communauté de Rhos-on-Sea comptait 7 593 habitants.